# OpN
| Sigles de 2 caractères   |
| ► Sigles de 3 caractères |
| Sigles de 4 caractères   |
| Sigles de 5 caractères   |
| Sigles de 6 caractères   |
| Sigles de 7 caractères   |
| Sigles de 8 caractères   |

OpN est un sigle qui est une abréviation de Ora pro Nobis, locution latine qui signifie Priez pour nous. Le sigle se trouve fréquemment dans des livres de prières anciens contenant le texte latin de litanies des saints. 

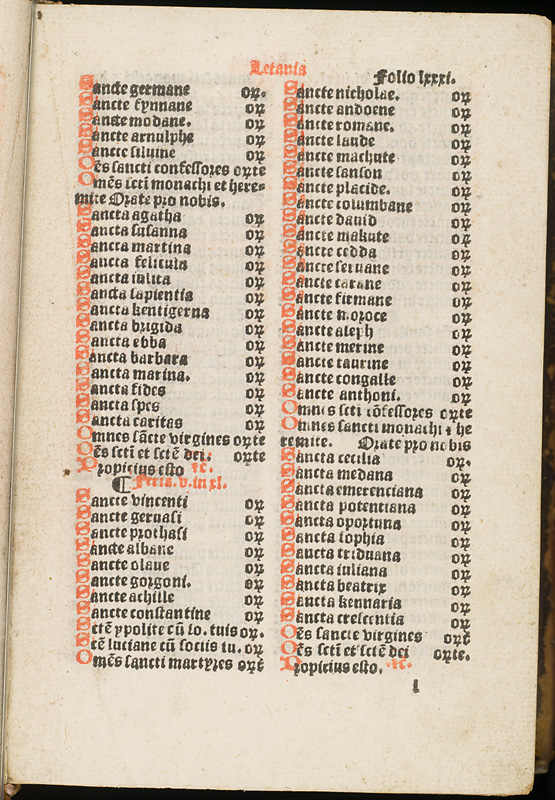
L'OpN à la fin de chaque invocation des Litanies des saints (bréviaire d'Aberdeen, 1509)